# Fevzipaşa, İslahiye
Fevzipaşa là một xã thuộc huyện İslahiye, tỉnh Gaziantep, Thổ Nhĩ Kỳ. Dân số thời điểm năm 2011 là 2.34 người.